# جوركا فيردوغو
جوركا فيردوغو (بالإسبانية: Gorka Verdugo)‏ ولد بتاريخ 4 نوفمبر 1978 في إسبانيا، هو دراج إسباني في صنف سباق الدراجات على الطريق.

## روابط خارجية
- جوركا فيردوغو على موقع الاتحاد الدولي للدراجات (الإنجليزية)
- جوركا فيردوغو على موقع أرشيف الدراجات (الإنجليزية)
- جوركا فيردوغو على موقع إحصائيات الدراجات الإحترافية (الإنجليزية)
- جوركا فيردوغو على موقع نسبة الدراجات (الإنجليزية)
- جوركا فيردوغو على موقع CycleBase (الإنجليزية)